# Copa América de Basquetebol Masculino de 2009
A Copa América de Basquetebol de 2009 foi a 14ª edição do torneio organizado pela FIBA Américas, que reuniu seleções das Américas do Norte, Central, do Sul e Caribe. Foi realizada na cidade de San Juan, capital de Porto Rico. As quatro melhores equipes se classificaram automaticamente para o Campeonato Mundial de Basquetebol de 2010, que foi realizado na Turquia.
Nesta edição, o torneio não contou com a presença da equipe dos Estados Unidos, já classificados para o Mundial de 2010 por serem os atuais campeões olímpicos.

## Sede
Originalmente o México havia sido designado como país-sede, mas a FIBA Americas decidiu transferir o evento devido a problemas envolvendo as cotas de patrocínio. Outros países classificados como Uruguai, Porto Rico, Argentina e Canadá demonstraram interesse em receber o evento.
Em 29 de maio de 2009, Porto Rico foi anunciado como o país-sede, com as partidas sendo realizadas no Coliseu Roberto Clemente em San Juan.

## Televisão

### No Brasil
Na TV por assinatura os canais ESPN, os canais SporTV e o canal BandSports tiveram os direitos de transmissão do torneio. Já na TV aberta, a TV Esporte Interativo transmitiu as partidas.

## Equipes classificadas
- Zona sul-americana (através do Campeonato Sul-Americano de Basquetebol de 2008):
  -  Argentina
  -  Brasil
  -  Uruguai
  -  Venezuela

- Zona centro-americana e caribenha (Centrobasket 2008):
  -  Cuba1
  -  República Dominicana
  -  México
  -  Porto Rico
  -  Ilhas Virgens Americanas

- Zone norte-americana:
  -  Canadá

1Cuba desistiu do torneio e foi substituída pelo  Panamá.

## Grupos
O sorteio que determinou a composição dos grupos realizou-se em 9 de junho de 2009 em San Juan:
| Grupo A                                                   | Grupo B                                                |
| --------------------------------------------------------- | ------------------------------------------------------ |
| Porto Rico Canadá Uruguai México Ilhas Virgens Americanas | Argentina Brasil Venezuela República Dominicana Panamá |

## Primeira fase

### Grupo A
| Pos | Equipe                   | Pts | J | V | D | PG  | PS  | Dif |
| --- | ------------------------ | --- | - | - | - | --- | --- | --- |
| 1   | Porto Rico               | 8   | 4 | 4 | 0 | 327 | 264 | +63 |
| 2   | Uruguai                  | 7   | 4 | 3 | 1 | 267 | 215 | +16 |
| 3   | Canadá                   | 6   | 4 | 2 | 2 | 321 | 268 | +53 |
| 4   | México                   | 5   | 4 | 1 | 3 | 235 | 293 | -58 |
| 5   | Ilhas Virgens Americanas | 4   | 4 | 0 | 4 | 266 | 340 | -74 |

Todas as partidas estão no horário de San Juan (UTC-4)
| 26 de agosto 13:30 | Relatório | Ilhas Virgens Americanas                                                  | 62–88 | Uruguai                                                                    |  | Coliseu Roberto Clemente, San Juan Público: 1.000 |  |
| 26 de agosto 13:30 | Relatório | Placar por quarto: 14–22, 15-27, 20–17, 13–22                             |       |                                                                            |  | Coliseu Roberto Clemente, San Juan Público: 1.000 |  |
| 26 de agosto 13:30 | Relatório | Pts: K. Sheppard 17 Rbts: K. Rhymer, C. Victor 6 cada Asts: K. Sheppard 4 |       | Pts: L. Morales 28 Rbts: E. Batista 13 Asts: G. Barrera, M. Osimani 6 cada |  | Coliseu Roberto Clemente, San Juan Público: 1.000 |  |

| 26 de agosto 21:00 | Relatório | México                                                            | 66–81 | Porto Rico                                               |  | Coliseu Roberto Clemente, San Juan Público: 6.000 |  |
| 26 de agosto 21:00 | Relatório | Placar por quarto: 19-19, 23-19, 9-23, 15-20                      |       |                                                          |  | Coliseu Roberto Clemente, San Juan Público: 6.000 |  |
| 26 de agosto 21:00 | Relatório | Pts: R. Beck 26 Rbts: G. Ayon 9 Asts: O. Quintero, G. Ayon 3 cada |       | Pts: L. Ayuso 16 Rbts: D. Santiago 11 Asts: C. Arroyo 11 |  | Coliseu Roberto Clemente, San Juan Público: 6.000 |  |

| 27 de agosto 16:00 | Relatório | Canadá                                                     | 95–40 | México                                                |  | Coliseu Roberto Clemente, San Juan |  |
| 27 de agosto 16:00 | Relatório | Placar por quarto: 30-13, 19-8, 29-12, 17-7                |       |                                                       |  | Coliseu Roberto Clemente, San Juan |  |
| 27 de agosto 16:00 | Relatório | Pts: A. Rautins 18 Rbts: L. Kendall 11 Asts: J. Anderson 7 |       | Pts: N. Alonzo 10 Rbts: G. Ayon 10 Asts: A. Pedroza 3 |  | Coliseu Roberto Clemente, San Juan |  |

| 27 de agosto 21:00 | Relatótio | Porto Rico                                            | 85–74 | Ilhas Virgens Americanas                                                                               |  | Coliseu Roberto Clemente, San Juan Público: 3.500 |  |
| 27 de agosto 21:00 | Relatótio | Placar por quarto: 16-21, 22-22, 26-10, 21-21         |       | |  | Coliseu Roberto Clemente, San Juan Público: 3.500 |  |
| 27 de agosto 21:00 | Relatótio | Pts: C. Arroyo 24 Rbts: P. Ramos 10 Asts: C. Arroyo 5 |       | Pts: K. Sheppard, P. Jones 18 cada Rbts: C. Victor, P. Jones 7 cada Asts: K. Sheppard, W. Hodge 5 cada |  | Coliseu Roberto Clemente, San Juan Público: 3.500 |  |

| 28 de agosto 16:00 | Relatório | Ilhas Virgens Americanas                             | 67–87 | Canadá                                                 |  | Coliseu Roberto Clemente, San Juan |  |
| 28 de agosto 16:00 | Relatório | Placar por quarto: 14-24, 12-20, 22-20, 19-23        |       |                                                        |  | Coliseu Roberto Clemente, San Juan |  |
| 28 de agosto 16:00 | Relatório | Pts: W. Hodge 18 Rbts: K. Rhymer 11 Asts: W. Hodge 5 |       | Pts: J. Young 14 Rbts: L. Kendall 8 Asts: A. Rautins 5 |  | Coliseu Roberto Clemente, San Juan |  |

| 28 de agosto 21:00 | Relatório | Uruguai                                                                   | 54–71 | Porto Rico                                            |  | Coliseu Roberto Clemente, San Juan Público: 8.000 |  |
| 28 de agosto 21:00 | Relatório | Placar por quarto: 14-14, 14-16, 11-23, 15-18                             |       |                                                       |  | Coliseu Roberto Clemente, San Juan Público: 8.000 |  |
| 28 de agosto 21:00 | Relatório | Pts: E. Batista 19 Rbts: E. Batista 8 Asts: G. Barrera, M. Osimani 2 cada |       | Pts: C. Arroyo 18 Rbts: P. Ramos 12 Asts: C. Arroyo 6 |  | Coliseu Roberto Clemente, San Juan Público: 8.000 |  |

| 29 de agosto 13:30 | Relatório | México                                                                                    | 80–63 | Ilhas Virgens Americanas                                                   |  | Coliseu Roberto Clemente, San Juan |  |
| 29 de agosto 13:30 | Relatório | Placar por quarto: 15-13, 12-19, 26-18, 27-13                                             |       |                                                                            |  | Coliseu Roberto Clemente, San Juan |  |
| 29 de agosto 13:30 | Relatório | Pts: O. Quintero, A. Pedroza 17 cada Rbts: G. Ayon 15 Asts: O. Quintero, H. Llamas 7 cada |       | Pts: K. Sheppard 18 Rbts: R. Freeman, C. Victor 9 cada Asts: K. Sheppard 5 |  | Coliseu Roberto Clemente, San Juan |  |

| 29 de agosto 16:00 | Relatório | Canadá                                                | 69–71 | Uruguai                                                   |  | Coliseu Roberto Clemente, San Juan |  |
| 29 de agosto 16:00 | Relatório | Placar por quarto: 16-25, 15-11, 16-15, 22-20         |       |                                                           |  | Coliseu Roberto Clemente, San Juan |  |
| 29 de agosto 16:00 | Relatório | Pts: J. Young 20 Rbts: J. Young 8 Asts: J. Anderson 6 |       | Pts: E. Batista 18 Rbts: E. Batista 12 Asts: M. Osimani 9 |  | Coliseu Roberto Clemente, San Juan |  |

| 30 de agosto 13:30 | Relatório | Uruguai                                                                   | 54–49 | México                                              |  | Coliseu Roberto Clemente, San Juan |  |
| 30 de agosto 13:30 | Relatório | Placar por quarto: 18-10, 8-19, 18-4, 10-16                               |       |                                                     |  | Coliseu Roberto Clemente, San Juan |  |
| 30 de agosto 13:30 | Relatório | Pts: M. Aguiar 15 Rbts: E. Batista 18 Asts: M. Osimani, G. Barrera 4 cada |       | Pts: G. Ayon 12 Rbts: G. Ayon 11 Asts: K. Malpica 4 |  | Coliseu Roberto Clemente, San Juan |  |

| 30 de agosto 21:00 | Relatório | Porto Rico                                                             | 90–70 | Canadá                                                    |  | Coliseu Roberto Clemente, San Juan Público: 10.000 |  |
| 30 de agosto 21:00 | Relatório | Placar por quarto: 23-14, 22-16, 20-11, 25-29                          |       |                                                           |  | Coliseu Roberto Clemente, San Juan Público: 10.000 |  |
| 30 de agosto 21:00 | Relatório | Pts: E. Ayuso, C. Arroyo 16 cada Rbts: D. Santiago 8 Asts: F. Rivera 3 |       | Pts: A. Rautins 18 Rbts: J. Anthony 10 Asts: C. English 3 |  | Coliseu Roberto Clemente, San Juan Público: 10.000 |  |

### Grupo B
| Pos | Equipe               | Pts | J | V | D | PG  | PS  | Dif | CD  |
| --- | -------------------- | --- | - | - | - | --- | --- | --- | --- |
| 1   | Brasil               | 8   | 4 | 4 | 0 | 328 | 266 | +62 |     |
| 2   | Argentina            | 6   | 4 | 2 | 2 | 305 | 303 | +2  | 1-0 |
| 3   | República Dominicana | 6   | 4 | 2 | 2 | 333 | 330 | +3  | 0-1 |
| 4   | Panamá               | 5   | 4 | 1 | 3 | 286 | 335 | -49 | 1-0 |
| 5   | Venezuela            | 5   | 4 | 1 | 3 | 296 | 314 | -18 | 0-1 |

Todas as partidas estão no horário de San Juan (UTC-4)
| 26 de agosto 16:00 | Relatório | República Dominicana                                    | 68–81 | Brasil                                                                                      |  | Coliseu Roberto Clemente, San Juan Público: 3.000 |  |
| 26 de agosto 16:00 | Relatório | Placar por quarto: 18-21, 18-17, 25-19, 7-24            |       |                                                                                             |  | Coliseu Roberto Clemente, San Juan Público: 3.000 |  |
| 26 de agosto 16:00 | Relatório | Pts: F. García 17 Rbts: J. Martínez 9 Asts: L. Flores 9 |       | Pts: L. Barbosa, A. Garcia 21 cada Rbts: A. Varejão, T. Splitter 10 cada Asts: M. Huertas 9 |  | Coliseu Roberto Clemente, San Juan Público: 3.000 |  |

| 26 de agosto 18:30 | Relatório | Venezuela                                              | 85–69 | Argentina                                             |  | Coliseu Roberto Clemente, San Juan Público: 3.000 |  |
| 26 de agosto 18:30 | Relatório | Placar por quarto: 18-16, 21-14, 24-21, 22-18          |       |                                                       |  | Coliseu Roberto Clemente, San Juan Público: 3.000 |  |
| 26 de agosto 18:30 | Relatório | Pts: O. Torres 22 Rbts: O. Torres 6 Asts: G. Vasquez 7 |       | Pts: L. Scola 25 Rbts: L. Scola 7 Asts: P. Prigioni 6 |  | Coliseu Roberto Clemente, San Juan Público: 3.000 |  |

| 27 de agosto 13:30 | Relatório | Panamá                                                    | 87–100 | República Dominicana                                       |  | Coliseu Roberto Clemente, San Juan |  |
| 27 de agosto 13:30 | Relatório | Placar por quarto: 27-25, 23-23, 10-28, 27-24             |        |                                                            |  | Coliseu Roberto Clemente, San Juan |  |
| 27 de agosto 13:30 | Relatório | Pts: D. Pinnock 27 Rbts: J. Lloreda 14 Asts: J. Lloreda 6 |        | Pts: F. García 24 Rbts: C. Villanueva 10 Asts: C. Morbán 6 |  | Coliseu Roberto Clemente, San Juan |  |

| 27 de agosto 18:30 | Relatório | Brasil                                                  | 87–67 | Venezuela                                                         |  | Coliseu Roberto Clemente, San Juan |  |
| 27 de agosto 18:30 | Relatório | Placar por quarto: 18-18, 26-6, 19-19, 24-24            |       |                                                                   |  | Coliseu Roberto Clemente, San Juan |  |
| 27 de agosto 18:30 | Relatório | Pts: L. Barbosa 15 Rbts: A. Varejão 9 Asts: A. Garcia 5 |       | Pts: R. Pérez, R. Lugo 12 cada Rbts: R. Lugo 6 Asts: J. Centeno 5 |  | Coliseu Roberto Clemente, San Juan |  |

| 28 de agosto 13:30 | Relatório | Argentina                                                   | 67–76 | Brasil                                                   |  | Coliseu Roberto Clemente, San Juan |  |
| 28 de agosto 13:30 | Relatório | Placar por quarto: 13-21, 10-16, 23-23, 21-16               |       |                                                          |  | Coliseu Roberto Clemente, San Juan |  |
| 28 de agosto 13:30 | Relatório | Pts: L. Scola 19 Rbts: F. Kammerichs 10 Asts: P. Prigioni 8 |       | Pts: L. Barbosa 21 Rbts: A. Varejão 9 Asts: M. Huertas 5 |  | Coliseu Roberto Clemente, San Juan |  |

| 28 de agosto 18:30 | Relatório | Venezuela                                                              | 71–80 | Panamá                                                                   |  | Coliseu Roberto Clemente, San Juan Público: 1.500 |  |
| 28 de agosto 18:30 | Relatório | Placar por quarto: 12-22, 14-17, 28-18, 17-23                          |       |                                                                          |  | Coliseu Roberto Clemente, San Juan Público: 1.500 |  |
| 28 de agosto 18:30 | Relatório | Pts: H. Romero, G. Vasquez 17 cada Rbts: R. Lugo 14 Asts: G. Vasquez 5 |       | Pts: J. Lloreda 19 Rbts: J. Lloreda, L. Pomare 8 cada Asts: J. Lloreda 5 |  | Coliseu Roberto Clemente, San Juan Público: 1.500 |  |

| 29 de agosto 18:30 | Relatório | República Dominicana                                                            | 78–73 | Venezuela                                                            |  | Coliseu Roberto Clemente, San Juan Público: 1.000 |  |
| 29 de agosto 18:30 | Relatório | Placar por quarto: 21-18, 19-14, 24-19, 14-22                                   |       |                                                                      |  | Coliseu Roberto Clemente, San Juan Público: 1.000 |  |
| 29 de agosto 18:30 | Relatório | Pts: C. Villanueva 28 Rbts: A. Horford, C. Villanueva 12 cada Asts: C. Morban 5 |       | Pts: H. Romero 25 Rbts: R. Lugo, H. Romero 9 cada Asts: G. Vasquez 7 |  | Coliseu Roberto Clemente, San Juan Público: 1.000 |  |

| 29 de agosto 21:00 | Relatório | Panamá                                               | 55–80 | Argentina                                                |  | Coliseu Roberto Clemente, San Juan |  |
| 29 de agosto 21:00 | Relatório | Placar por quarto: 13-28, 17-20, 19-12, 6-20         |       |                                                          |  | Coliseu Roberto Clemente, San Juan |  |
| 29 de agosto 21:00 | Relatório | Pts: W. Green 18 Rbts: W. Green 9 Asts: D. Pinnock 5 |       | Pts: L. Scola 20 Rbts: P. Prigioni 8 Asts: P. Prigioni 8 |  | Coliseu Roberto Clemente, San Juan |  |

| 30 de agosto 16:00 | Relatório | Brasil                                                                    | 84–64 | Panamá                                                   |  | Coliseu Roberto Clemente, San Juan Público: 1.500 |  |
| 30 de agosto 16:00 | Relatório | Placar por quarto: 23-17, 19-19, 28-14, 14-14                             |       |                                                          |  | Coliseu Roberto Clemente, San Juan Público: 1.500 |  |
| 30 de agosto 16:00 | Relatório | Pts: L. Barbosa 17 Rbts: T. Splitter 7 Asts: M. Huertas, A. Garcia 5 cada |       | Pts: D. Pinnock 24 Rbts: L. Pomare 10 Asts: J. Lloreda 5 |  | Coliseu Roberto Clemente, San Juan Público: 1.500 |  |

| 30 de agosto 18:30 | Relatório | Argentina                                                            | 89–87 | República Dominicana                                                        | OT | Coliseu Roberto Clemente, San Juan Público: 6.500 |  |
| 30 de agosto 18:30 | Relatório | Placar por quarto: 19-18, 18-25, 22-17, 15-14, OT: pro: 15-13        |       |                                                                             | OT | Coliseu Roberto Clemente, San Juan Público: 6.500 |  |
| 30 de agosto 18:30 | Relatório | Pts: L. Scola 30 Rbts: L. Scola 8 Asts: L. Scola, P. Prigioni 5 cada |       | Pts: A. Horford 24 Rbts: A. Horford, J. Martinez 11 cada Asts: A. Horford 6 | OT | Coliseu Roberto Clemente, San Juan Público: 6.500 |  |

## Segunda fase
Nesta fase, as equipes estão em um grupo único, sendo que as equipes do grupo A jogam contra as classificadas do grupo B. Elas levam o resultado da fase anterior, excluíndo-se o jogo contra as equipes eliminadas em seus grupos da primeira fase. Classificam-se as quatro melhores equipes para a fase final e para o Campeonato Mundial de Basquetebol de 2010.
| Pos | Equipe               | Pts | J | V | D | PG  | PS  | Dif  | CD  |
| --- | -------------------- | --- | - | - | - | --- | --- | ---- | --- |
| 1   | Brasil               | 13  | 7 | 6 | 1 | 565 | 467 | +98  | 1-1 |
| 2   | Porto Rico           | 13  | 7 | 6 | 1 | 570 | 479 | +91  | 1-1 |
| 3   | Argentina            | 13  | 7 | 6 | 1 | 533 | 478 | +55  | 1-1 |
| 4   | Canadá               | 10  | 7 | 3 | 4 | 521 | 477 | +44  | 1-0 |
| 5   | República Dominicana | 10  | 7 | 3 | 4 | 573 | 569 | +4   | 0-1 |
| 6   | Uruguai              | 9   | 7 | 2 | 5 | 458 | 507 | -49  |     |
| 7   | México               | 8   | 7 | 1 | 6 | 428 | 552 | -124 | 1-0 |
| 8   | Panamá               | 8   | 7 | 1 | 6 | 472 | 591 | -119 | 0-1 |

Todas as partidas estão no horário de San Juan (UTC-4)
| 1 de setembro 13:30 | Relatório | Uruguai                                                 | 74–80 | República Dominicana                                        |  | Coliseu Roberto Clemente, San Juan Público: 1.500 |  |
| 1 de setembro 13:30 | Relatório | Placar por quarto: 15-14, 25-19, 24-13, 10-24           |       |                                                             |  | Coliseu Roberto Clemente, San Juan Público: 1.500 |  |
| 1 de setembro 13:30 | Relatório | Pts: L. Garcia 28 Rbts: E. Batista 8 Asts: G. Barrera 8 |       | Pts: C. Villanueva 19 Rbts: A. Horford 12 Asts: F. García 4 |  | Coliseu Roberto Clemente, San Juan Público: 1.500 |  |

| 1 de setembro 16:00 | Relatório | Canadá                                                  | 51–67 | Argentina                                                 |  | Coliseu Roberto Clemente, San Juan |  |
| 1 de setembro 16:00 | Relatório | Placar por quarto: 13-15, 15-21, 10-20, 13-11           |       |                                                           |  | Coliseu Roberto Clemente, San Juan |  |
| 1 de setembro 16:00 | Relatório | Pts: C. English 17 Rbts: C. English 6 Asts: T. Kepkay 3 |       | Pts: L. Gutierrez 15 Rbts: L. Scola 9 Asts: P. Prigioni 7 |  | Coliseu Roberto Clemente, San Juan |  |

| 1 de setembro 18:30 | Relatório | México                                                                 | 61–92 | Brasil                                                    |  | Coliseu Roberto Clemente, San Juan Público: 1.500 |  |
| 1 de setembro 18:30 | Relatório | Placar por quarto: 17-24, 12-21, 16-24, 16-23                          |       |                                                           |  | Coliseu Roberto Clemente, San Juan Público: 1.500 |  |
| 1 de setembro 18:30 | Relatório | Pts: O. Quintero 13 Rbts: A. Reyes 12 Asts: A. Reyes, E. Zuñiga 3 cada |       | Pts: L. Barbosa 18 Rbts: A. Varejão 12 Asts: M. Machado 5 |  | Coliseu Roberto Clemente, San Juan Público: 1.500 |  |

| 1 de setembro 21:00 | Relatório | Porto Rico                                                         | 79–51 | Panamá                                                   |  | Coliseu Roberto Clemente, San Juan Público: 6.000 |  |
| 1 de setembro 21:00 | Relatório | Placar por quarto: 11-13, 23-12, 25-14, 20-12                      |       |                                                          |  | Coliseu Roberto Clemente, San Juan Público: 6.000 |  |
| 1 de setembro 21:00 | Relatório | Pts: P. Ramos, G. Diaz 12 cada Rbts: P. Ramos 11 Asts: C. Arroyo 4 |       | Pts: D. Pinnock 23 Rbts: J. Lloreda 7 Asts: J. Lloreda 3 |  | Coliseu Roberto Clemente, San Juan Público: 6.000 |  |

| 2 de setembro 13:30 | Relatório | Brasil                                                    | 68–59 | Canadá                                                   |  | Coliseu Roberto Clemente, San Juan |  |
| 2 de setembro 13:30 | Relatório | Placar por quarto: 18-15, 18-18, 16-17, 16-9              |       |                                                          |  | Coliseu Roberto Clemente, San Juan |  |
| 2 de setembro 13:30 | Relatório | Pts: L. Barbosa 31 Rbts: A. Varejão 7 Asts: T. Splitter 3 |       | Pts: L. Kendall 12 Rbts: L. Kendall 7 Asts: A. Rautins 5 |  | Coliseu Roberto Clemente, San Juan |  |

| 2 de setembro 16:00 | Relatório | Panamá                                                                            | 83–77 | Uruguai                                                   |  | Coliseu Roberto Clemente, San Juan Público: 1.000 |  |
| 2 de setembro 16:00 | Relatório | Placar por quarto: 16-17, 14-21, 28-19, 25-20                                     |       |                                                           |  | Coliseu Roberto Clemente, San Juan Público: 1.000 |  |
| 2 de setembro 16:00 | Relatório | Pts: W. Green 25 Rbts: J. Lloreda, D. Pinnock, W. Green 7 cada Asts: Joel Muñoz 6 |       | Pts: E. Batista 18 Rbts: E. Batista 11 Asts: M. Osimani 7 |  | Coliseu Roberto Clemente, San Juan Público: 1.000 |  |

| 2 de setembro 18:30 | Relatório | Argentina                                                   | 77–65 | México                                                          |  | Coliseu Roberto Clemente, San Juan |  |
| 2 de setembro 18:30 | Relatório | Placar por quarto: 17-17, 17-12, 23-18, 20-18               |       |                                                                 |  | Coliseu Roberto Clemente, San Juan |  |
| 2 de setembro 18:30 | Relatório | Pts: L. Scola 25 Rbts: G. Kammerichs 11 Asts: P. Prigioni 7 |       | Pts: G. Ayon 18 Rbts: G. Ayon 9 Asts: H. Llamas, G. Ayon 3 cada |  | Coliseu Roberto Clemente, San Juan |  |

| 2 de setembro 21:00 | Relatório | República Dominicana                                        | 76–85 | Porto Rico                                           |  | Coliseu Roberto Clemente, San Juan Público: 10.000 |  |
| 2 de setembro 21:00 | Relatório | Placar por quarto: 13-16, 21-21, 19-21, 23-27               |       |                                                      |  | Coliseu Roberto Clemente, San Juan Público: 10.000 |  |
| 2 de setembro 21:00 | Relatório | Pts: C. Villanueva 21 Rbts: A. Horford 10 Asts: L. Flores 9 |       | Pts: C. Arroyo 17 Rbts: P. Ramos 8 Asts: C. Arroyo 5 |  | Coliseu Roberto Clemente, San Juan Público: 10.000 |  |

| 3 de setembro 13:00 | Relatório | Canadá                                                    | 97–65 | Panamá                                                                               |  | Coliseu Roberto Clemente, San Juan |  |
| 3 de setembro 13:00 | Relatório | Placar por quarto: 22-15, 23-9, 26-19, 26-22              |       |                                                                                      |  | Coliseu Roberto Clemente, San Juan |  |
| 3 de setembro 13:00 | Relatório | Pts: A. Rautins 23 Rbts: J. Anthony 5 Asts: J. Anderson 5 |       | Pts: D. Pinnock 21 Rbts: J. Lloreda 10 Asts: D. Pinnock, J. Lloreda, J. Muñoz 2 cada |  | Coliseu Roberto Clemente, San Juan |  |

| 3 de setembro 15:15 | Relatório | México                                                                         | 73–86 | República Dominicana                                                                              |  | Coliseu Roberto Clemente, San Juan |  |
| 3 de setembro 15:15 | Relatório | Placar por quarto: 15-22, 18-22, 25-24, 15-18                                  |       |                                                                                                   |  | Coliseu Roberto Clemente, San Juan |  |
| 3 de setembro 15:15 | Relatório | Pts: H. Llamas 16 Rbts: M. Ayala, G. Ayon, H. Llamas 5 cada Asts: A. Pedroza 5 |       | Pts: L. Flores 18 Rbts: A. Horford 9 Asts: C. Morban, L. Flores, A. Horford, C. Villanueva 3 cada |  | Coliseu Roberto Clemente, San Juan |  |

| 3 de setembro 17:30 | Relatório | Uruguai                                                 | 62–82 | Brasil                                                                     |  | Coliseu Roberto Clemente, San Juan Público: 2.000 |  |
| 3 de setembro 17:30 | Relatório | Placar por quarto: 14-22, 21-22, 16-18, 11-20           |       |                                                                            |  | Coliseu Roberto Clemente, San Juan Público: 2.000 |  |
| 3 de setembro 17:30 | Relatório | Pts: M. Aguiar 18 Rbts: G. Barrera 9 Asts: G. Barrera 6 |       | Pts: M. Machado 23 Rbts: A. Varejão 10 Asts: M. Huertas, E. Machado 4 cada |  | Coliseu Roberto Clemente, San Juan Público: 2.000 |  |

| 3 de setembro 19:45 | Relatório | Porto Rico                                           | 78–80 | Argentina                                               |  | Coliseu Roberto Clemente, San Juan Público: 8.000 |  |
| 3 de setembro 19:45 | Relatório | Placar por quarto: 22-14, 15-29, 15-21, 26-16        |       |                                                         |  | Coliseu Roberto Clemente, San Juan Público: 8.000 |  |
| 3 de setembro 19:45 | Relatório | Pts: L. Ayuso 19 Rbts: P. Ramos 12 Asts: C. Arroyo 8 |       | Pts: L. Scola 25 Rbts: L. Scola 12 Asts: P. Prigioni 12 |  | Coliseu Roberto Clemente, San Juan Público: 8.000 |  |

| 4 de setembro 13:30 | Relatório | Panamá                                                    | 67–74 | México                                                                                 |  | Coliseu Roberto Clemente, San Juan |  |
| 4 de setembro 13:30 | Relatório | Placar por quarto: 18-18, 14-21, 20-19, 15-16             |       |                                                                                        |  | Coliseu Roberto Clemente, San Juan |  |
| 4 de setembro 13:30 | Relatório | Pts: D. Pinnock 20 Rbts: J. Lloreda 13 Asts: D. Pinnock 4 |       | Pts: H. Llamas, A. Pedroza 18 cada Rbts: G. Ayon 13 Asts: E. Zuñiga, A. Pedroza 6 cada |  | Coliseu Roberto Clemente, San Juan |  |

| 4 de setembro 16:00 | Relatório | Argentina                                            | 73–66 | Uruguai                                                                     |  | Coliseu Roberto Clemente, San Juan |  |
| 4 de setembro 16:00 | Relatório | Placar por quarto: 22-6, 16-17, 21-23, 14-20         |       |                                                                             |  | Coliseu Roberto Clemente, San Juan |  |
| 4 de setembro 16:00 | Relatório | Pts: L. Scola 19 Rbts: L. Scola 8 Asts: J. Cantero 6 |       | Pts: E. Batista 20 Rbts: E. Batista 10 Asts: G. Barrera, D. Gonzalez 2 cada |  | Coliseu Roberto Clemente, San Juan |  |

| 4 de setembro 18:30 | Relatório | República Dominicana                                                        | 76–80 | Canadá                                                                       |  | Coliseu Roberto Clemente, San Juan Público: 7.000 |  |
| 4 de setembro 18:30 | Relatório | Placar por quarto: 16-13, 19-17, 21-26, 20-24                               |       |                                                                              |  | Coliseu Roberto Clemente, San Juan Público: 7.000 |  |
| 4 de setembro 18:30 | Relatório | Pts: L. Flores, C. Villanueva 17 cada Rbts: A. Horford 14 Asts: L. Flores 6 |       | Pts: J. Anderson 21 Rbts: L. Kendall 11 Asts: J. Anderson, A. Rautins 5 cada |  | Coliseu Roberto Clemente, San Juan Público: 7.000 |  |

| 4 de setembro 21:00 | Relatório | Brasil                                                    | 82–86 | Porto Rico                                        |  | Coliseu Roberto Clemente, San Juan Público: 10.000 |  |
| 4 de setembro 21:00 | Relatório | Placar por quarto: 20-13, 14-25, 17-29, 31-19             |       |                                                   |  | Coliseu Roberto Clemente, San Juan Público: 10.000 |  |
| 4 de setembro 21:00 | Relatório | Pts: A. Varejão 22 Rbts: A. Varejão 10 Asts: M. Huertas 6 |       | Pts: L. Ayuso 25 Rbts: C. Lee 7 Asts: C. Arroyo 6 |  | Coliseu Roberto Clemente, San Juan Público: 10.000 |  |

## Fase final
|  | Semifinais           | Semifinais           |    |                      | Final                | Final |  |
|  |                      |                      |    |                      |                      |       |  |
|  | 5 de setembro, 18:30 |                      |    |                      |                      |       |  |
|  | Brasil               | 73                   |    |                      |                      |       |  |
|  | Canadá               | 65                   |    |                      |                      |       |  |
|  |                      |                      |    |                      |                      |       |  |
|  |                      |                      |    |                      | 6 de setembro, 21:00 |       |  |
|  |                      |                      |    |                      | Brasil               | 61    |  |
|  |                      | Porto Rico           | 60 |                      |                      |       |  |
|  |                      |                      |    |                      |                      |       |  |
|  |                      |                      |    |                      |                      |       |  |
|  |                      |                      |    |                      | Terceiro lugar       |       |  |
|  | 5 de setembro, 21:00 | 5 de setembro, 21:00 |    | 6 de setembro, 18:30 | 6 de setembro, 18:30 |       |  |
|  | Porto Rico           | 85                   |    | Argentina            | 88                   |       |  |
|  | Argentina            | 80                   |    |                      | Canadá               | 73    |  |

### Semifinais
| 5 de setembro 18:30 | Relatório | Brasil                                                   | 73–65 | Canadá                                                                             |  | Coliseu Roberto Clemente, San Juan Público: 6.000 |  |
| 5 de setembro 18:30 | Relatório | Placar por quarto: 17-17, 11-10, 26-13, 19-25            |       |                                                                                    |  | Coliseu Roberto Clemente, San Juan Público: 6.000 |  |
| 5 de setembro 18:30 | Relatório | Pts: L. Barbosa 22 Rbts: A. Varejão 8 Asts: M. Huertas 8 |       | Pts: J. Anthony 17 Rbts: J. Anthony 8 Asts: L. Kendall, A. Rautins, R. Bell 4 cada |  | Coliseu Roberto Clemente, San Juan Público: 6.000 |  |

| 5 de setembro 21:00 | Relatório | Porto Rico                                           | 85–80 | Argentina                                                                                    |  | Coliseu Roberto Clemente, San Juan Público: 10.000 |  |
| 5 de setembro 21:00 | Relatório | Placar por quarto: 13-20, 19-21, 26-19, 27-20        |       |                                                                                              |  | Coliseu Roberto Clemente, San Juan Público: 10.000 |  |
| 5 de setembro 21:00 | Relatório | Pts: C. Arroyo 19 Rbts: P. Ramos 9 Asts: C. Arroyo 4 |       | Pts: L. Scola 31 Rbts: P. Quinteros, F. Kammerichs, J. Gutierrez 5 cada Asts: P. Prigioni 10 |  | Coliseu Roberto Clemente, San Juan Público: 10.000 |  |

### Disputa do 3º lugar
| 6 de setembro 18:30 | Relatório | Argentina                                                 | 88–73 | Canadá                                                       |  | Coliseu Roberto Clemente, San Juan Público: 7.000 |  |
| 6 de setembro 18:30 | Relatório | Placar por quarto: 31-8, 18-10, 19-28, 20-27              |       |                                                              |  | Coliseu Roberto Clemente, San Juan Público: 7.000 |  |
| 6 de setembro 18:30 | Relatório | Pts: L. Scola 27 Rbts: J. Gutierrez 6 Asts: P. Prigioni 8 |       | Pts: J. Anderson 19 Rbts: O. Famutimi 9 Asts: J. Anderson 11 |  | Coliseu Roberto Clemente, San Juan Público: 7.000 |  |

### Final
| 6 de setembro 21:00 | Relatório | Porto Rico                                                 | 60–61 | Brasil                                                     |  | Coliseu Roberto Clemente, San Juan Público: 10.000 |  |
| 6 de setembro 21:00 | Relatório | Placar por quarto: 13-19, 15-17, 9-14, 23-11               |       |                                                            |  | Coliseu Roberto Clemente, San Juan Público: 10.000 |  |
| 6 de setembro 21:00 | Relatório | Pts: Carlos Arroyo 14 Rbts: R. Sanchez 7 Asts: F. Rivera 4 |       | Pts: L. Barbosa 24 Rbts: T. Splitter 9 Asts: T. Splitter 4 |  | Coliseu Roberto Clemente, San Juan Público: 10.000 |  |

## Classificação final
| Campeão | Vice-campeão | Terceiro lugar |
| Brasil Marcelinho Machado Eduardo Machado Diego Pinheiro Olivinha Alex Garcia (basquetebolista) Marcelo Huertas Leandro Barbosa Anderson Varejão Guilherme Giovannoni João Paulo Batista Jonathan Tavernari Tiago Splitter | Porto Rico Peter Ramos Guillermo Diaz Filiberto Rivera Carlos Arroyo Angel Vassallo Christian Dalmau Larry Ayuso Ricardo Sanchez Luis Villafañe Angelo Reyes Carmelo Lee Daniel Santiago | Argentina Luis Scola Pablo Prigioni Roman Gonzalez Leonardo Mainoldi Diego Garcia Juan Pablo Cantero Leonardo Gutierrez Matias Sandes Andress Pelussi Paolo Quinteros Juan Gutierrez Federic Kammerichs |

| Posição                     | Equipe                   | Campanha (V-D) |
| --------------------------- | ------------------------ | -------------- |
| 1                           | Brasil                   | 9-1            |
| 2                           | Porto Rico               | 8-2            |
| Eliminados na semifinal     |                          |                |
| 3                           | Argentina                | 7-3            |
| 4                           | Canadá                   | 4-6            |
| Eliminados na segunda fase  |                          |                |
| 5                           | República Dominicana     | 4-4            |
| 6                           | Uruguai                  | 3-5            |
| 7                           | México                   | 2-6            |
| 8                           | Panamá                   | 2-6            |
| Eliminados na primeira fase |                          |                |
| 9                           | Venezuela                | 1-3            |
| 10                          | Ilhas Virgens Americanas | 0-4            |

## Estatísticas

### Estatísticas individuais
| Posição | Jogador                | Pontos por jogo |
| ------- | ---------------------- | --------------- |
| 1       | ARG Luis Scola         | 23.3            |
| 2       | BRA Leandro Barbosa    | 21.1            |
| 3       | PAN Danilo Pinnock     | 20.1            |
| 4       | VEN Hector Romero      | 18              |
| 5       | DOM Charlie Villanueva | 17.1            |
| 6       | PUR Carlos Arroyo      | 16.8            |
| 7       | URU Esteban Batista    | 16.6            |
| 8       | DOM Francisco García   | 15.8            |
| 9       | ISV Kevin Sheppard     | 15.8            |
| 10      | DOM Luis Flores        | 14.8            |

| Posição | Jogador                | Rebotes por jogo |
| ------- | ---------------------- | ---------------- |
| 1       | URU Esteban Batista    | 10.5             |
| 2       | DOM Al Horford         | 10.2             |
| 3       | MEX Gustavo Ayon       | 9.4              |
| 4       | PAN Jaime Lloreda      | 8.6              |
| 5       | BRA Anderson Varejão   | 8.4              |
| 6       | VEN Richard Lugo       | 8                |
| 7       | PUR Peter Ramos        | 7.8              |
| 8       | DOM Charlie Villanueva | 7.4              |
| 9       | DOM Jack Martinez      | 7.2              |
| 10      | BRA Tiago Splitter     | 7.2              |

| Posição | Jogador               | Assistências por jogo |
| ------- | --------------------- | --------------------- |
| 1       | ARG Pablo Prigioni    | 7.4                   |
| 2       | VEN Greivis Vasquez   | 5.5                   |
| 3       | PUR Carlos Arroyo     | 5.3                   |
| 4       | BRA Marcelo Huertas   | 4.9                   |
| 5       | DOM Luis Flores       | 4.9                   |
| 6       | URU Gustavo Barrera   | 4.8                   |
| 7       | URU Martin Osimani    | 4.6                   |
| 8       | ISV Kevin Sheppard    | 4.5                   |
| 9       | CAN Jermaine Anderson | 4.2                   |
| 10      | ISV Walter Hodge      | 3.5                   |

| Posição | Jogador                                 | Roubos por jogo |
| ------- | --------------------------------------- | --------------- |
| 1       | ISV Walter Hodge                        | 3               |
| 2       | ARG Pablo Prigioni                      | 2.6             |
| 3       | MEX Gustavo Ayon PAN Danilo Pinnock     | 2               |
| 5       | URU Leandro Garcia                      | 2               |
| 6       | BRA Anderson Varejão                    | 1.9             |
| 7       | CAN Olu Famutimi                        | 1.8             |
| 8       | URU Gustavo Barrera URU Esteban Batista | 1.8             |
| 10      | DOM Luis Flores                         | 1.5             |

| Posição | Jogador                             | Bloqueios por jogo |
| ------- | ----------------------------------- | ------------------ |
| 1       | BRA Anderson Varejão                | 1.9                |
| 2       | DOM Francisco García                | 1.8                |
| 3       | MEX Gustavo Ayon                    | 1.5                |
| 4       | CAN Joel Anthony                    | 1.3                |
| 5       | VEN Richard Lugo ISV Kitwana Rhymer | 1.2                |
| 7       | PUR Peter Ramos PUR Daniel Santiago | 1.1                |
| 9       | DOM Charlie Villanueva              | 1.1                |
| 10      | ARG Federic Kammerichs              | 1                  |

| Posição | Jogador                               | Minutos por jogo |
| ------- | ------------------------------------- | ---------------- |
| 1       | PAN Danilo Pinnock                    | 38.4             |
| 2       | DOM Francisco García                  | 36.5             |
| 3       | DOM Luis Flores                       | 34.4             |
| 4       | ISV Kevin Sheppard                    | 34.3             |
| 5       | URU Esteban Batista PAN Jaime Lloreda | 33.6             |
| 7       | PAN Warren Green                      | 33.3             |
| 8       | DOM Al Horford                        | 33.1             |
| 9       | MEX Gustavo Ayon BRA Leandro Barbosa  | 32.9             |

Fonte: Porto Rico 2009 - Estatísticas

### Recordes individuais
| Fundamento                    | Jogador                               | Total        | Oponente                           |
| ----------------------------- | ------------------------------------- | ------------ | ---------------------------------- |
| Pontos                        | BRA Leandro Barbosa ARG Luis Scola    | 31           | Canadá · Porto Rico                |
| Rebotes                       | URU Esteban Batista                   | 18           | México                             |
| Assistências                  | ARG Pablo Prigioni                    | 12           | Porto Rico                         |
| Roubos                        | ARG Pablo Prigioni                    | 6            | Canadá                             |
| Bloqueios                     | MEX Gustavo Ayon BRA Anderson Varejão | 6            | Ilhas Virgens Americanas · Uruguai |
| Aproveitamento de quadra      | PUR Angel Vassalo                     | 100% (8/8)   | Brasil                             |
| Aproveitamento de 3 pontos    | 4 jogadores empatados                 | 100% (3/3)   |                                    |
| Aproveitamento de lance livre | PUR Larry Ayuso                       | 100% (11/11) | Brasil                             |
| Bolas perdidas                | VEN Richard Lugo                      | 8            | Panamá                             |

### Estatísticas por equipe
| Posição | Equipe               | Pontos por jogo |
| ------- | -------------------- | --------------- |
| 1       | República Dominicana | 81.4            |
| 2       | Porto Rico           | 80              |
| 3       | Brasil               | 78.6            |
| 4       | Argentina            | 77              |
| 5       | Canadá               | 74.6            |

| Posição | Equipe     | Pontos por jogo |
| ------- | ---------- | --------------- |
| 1       | Brasil     | 65.9            |
| 2       | Porto Rico | 69.4            |
| 3       | Canadá     | 70.5            |
| 4       | Uruguai    | 71.1            |
| 5       | Argentina  | 72.1            |

| Posição | Equipe               | Rebotes por jogo |
| ------- | -------------------- | ---------------- |
| 1       | República Dominicana | 37.8             |
| 2       | Brasil               | 34.8             |
| 3       | Porto Rico           | 34.7             |
| 4       | México               | 33.5             |
| 5       | Panamá               | 32.8             |

| Posição | Equipe               | Assistências por jogo |
| ------- | -------------------- | --------------------- |
| 1       | Canadá               | 18.1                  |
| 2       | República Dominicana | 17.8                  |
| 3       | Brasil               | 17.3                  |
| 4       | Argentina            | 17.2                  |
| 5       | Porto Rico           | 16.1                  |

| Posição | Equipe             | Roubos por jogo |
| ------- | ------------------ | --------------- |
| 1       | Argentina · Canadá | 8.1             |
| 3       | Brasil             | 8               |
| 4       | Uruguai            | 7.6             |
| 5       | Panamá             | 7.1             |

| Posição | Equipe               | Bloqueios por jogo |
| ------- | -------------------- | ------------------ |
| 1       | República Dominicana | 4.8                |
| 2       | Venezuela            | 4.2                |
| 3       | México               | 4.1                |
| 4       | Brasil · Porto Rico  | 3.2                |

### Recordes por equipes
| Fundamento                    | Equipe               | Total        | Oponente                 |
| ----------------------------- | -------------------- | ------------ | ------------------------ |
| Pontos feitos                 | República Dominicana | 100          | Panamá                   |
| Pontos sofridos               | Canadá               | 40           | México                   |
| Rebotes                       | Canadá               | 47           | México                   |
| Assistências                  | Canadá               | 30           | México                   |
| Roubos                        | Argentina            | 18           | Canadá                   |
| Bloqueios                     | México               | 9            | Ilhas Virgens Americanas |
| Aproveitamento de quadra      | República Dominicana | 57.6%        | Panamá                   |
| Aproveitamento de 3 pontos    | Argentina            | 58.8%        | Porto Rico               |
| Aproveitamento de lance livre | República Dominicana | 100% (13/13) | Uruguai                  |
| Bolas perdidas                | Argentina            | 23           | Venezuela                |

## Seleções do torneio

### Primeiro time
G - PUR Carlos Arroyo
 
G - BRA Leandro Barbosa

F - ARG Luis Scola (MVP do torneio)

F - DOM Al Horford

C - URU Esteban Batista

### Segundo time
G - ARG Pablo Prigioni

G - PUR Larry Ayuso

F - PAN Danilo Pinnock

F - DOM Charlie Villanueva

C - BRA Anderson Varejão

### Terceiro time
G - CAN Jermaine Anderson

G - URU Leandro Garcia

F - VEN Hector Romero

F - CAN Joel Anthony

C - PUR Peter John Ramos